# Dicranota mannheimsi
Dicranota (Dicranota) mannheimsi là một loài ruồi trong họ Pediciidae. Chúng phân bố ở vùng sinh thái Palearctic.